# Saint-Bonnet-le-Troncy
Pour les articles homonymes, voir Saint-Bonnet (homonymie).
Saint-Bonnet-le-Troncy est une commune française, située dans le département du Rhône en région Auvergne-Rhône-Alpes.

## Géographie

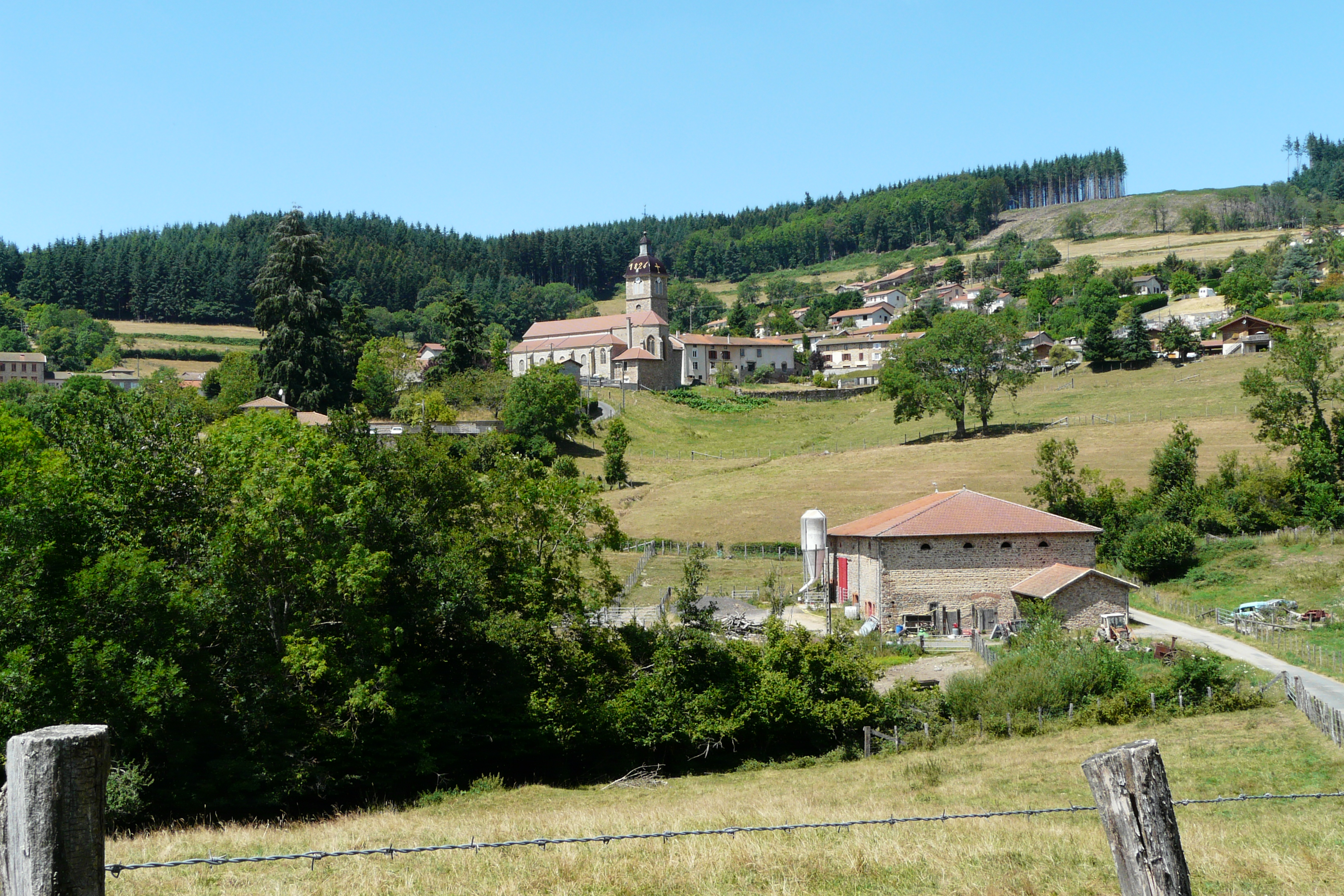
Vue du village

Saint-Bonnet-le-Troncy est situé entre la vallée d'Azergues et la vallée du Reins. Le village domine le Ronçon, petit affluent du Reins.
Saint-Bonnet compte de nombreux hameaux dont : les Valentines, Cambry, les Sarres, la Craze, le Pilon, le Renard, le Lacheron, le Patirot, Barbery, les Grandes Terres, le Munal, le Gaillard, le Ronçon, etc.

### Communes limitrophes
|                        | Ranchal                |                         |
| Saint-Vincent-de-Reins | Saint-Bonnet-le-Troncy | Saint-Nizier-d'Azergues |
|                        | Meaux-la-Montagne      |                         |

### Climat
Pour des articles plus généraux, voir Climat d'Auvergne-Rhône-Alpes et Climat du Rhône.
En 2010, le climat de la commune est de type climat des marges montargnardes, selon une étude du Centre national de la recherche scientifique s'appuyant sur une série de données couvrant la période 1971-2000. En 2020, Météo-France publie une typologie des climats de la France métropolitaine dans laquelle la commune est exposée à un climat de montagne ou de marges de montagne et est dans la région climatique  Nord-est du Massif Central, caractérisée par une pluviométrie annuelle de 800 à 1 200 mm, bien répartie dans l’année. 
Pour la période 1971-2000, la température annuelle moyenne est de 9,6 °C, avec une amplitude thermique annuelle de 16,2 °C. Le cumul annuel moyen de précipitations est de 1 103 mm, avec 11,8 jours de précipitations en janvier et 8,4 jours en juillet. Pour la période 1991-2020, la température moyenne annuelle observée sur la station météorologique de Météo-France la plus proche, « Saint-Cyr-Chatoux », sur la commune de Saint-Cyr-le-Chatoux à 12 km à vol d'oiseau, est de 10,7 °C et le cumul annuel moyen de précipitations est de 959,9 mm,. Pour l'avenir, les paramètres climatiques de la commune estimés pour 2050 selon différents scénarios d'émission de gaz à effet de serre sont consultables sur un site dédié publié par Météo-France en novembre 2022.

## Urbanisme

### Typologie
Au 1er janvier 2024, Saint-Bonnet-le-Troncy est catégorisée commune rurale à habitat dispersé, selon la nouvelle grille communale de densité à sept niveaux définie par l'Insee en 2022.
Elle est située hors unité urbaine et hors attraction des villes,.

### Occupation des sols
L'occupation des sols de la commune, telle qu'elle ressort de la base de données européenne d’occupation biophysique des sols Corine Land Cover (CLC), est marquée par l'importance des forêts et milieux semi-naturels (52 % en 2018), une proportion sensiblement équivalente à celle de 1990 (52,3 %). La répartition détaillée en 2018 est la suivante : 
forêts (52 %), prairies (31,6 %), zones agricoles hétérogènes (16,5 %). L'évolution de l’occupation des sols de la commune et de ses infrastructures peut être observée sur les différentes représentations cartographiques du territoire : la carte de Cassini (XVIIIe siècle), la carte d'état-major (1820-1866) et les cartes ou photos aériennes de l'IGN pour la période actuelle (1950 à aujourd'hui).

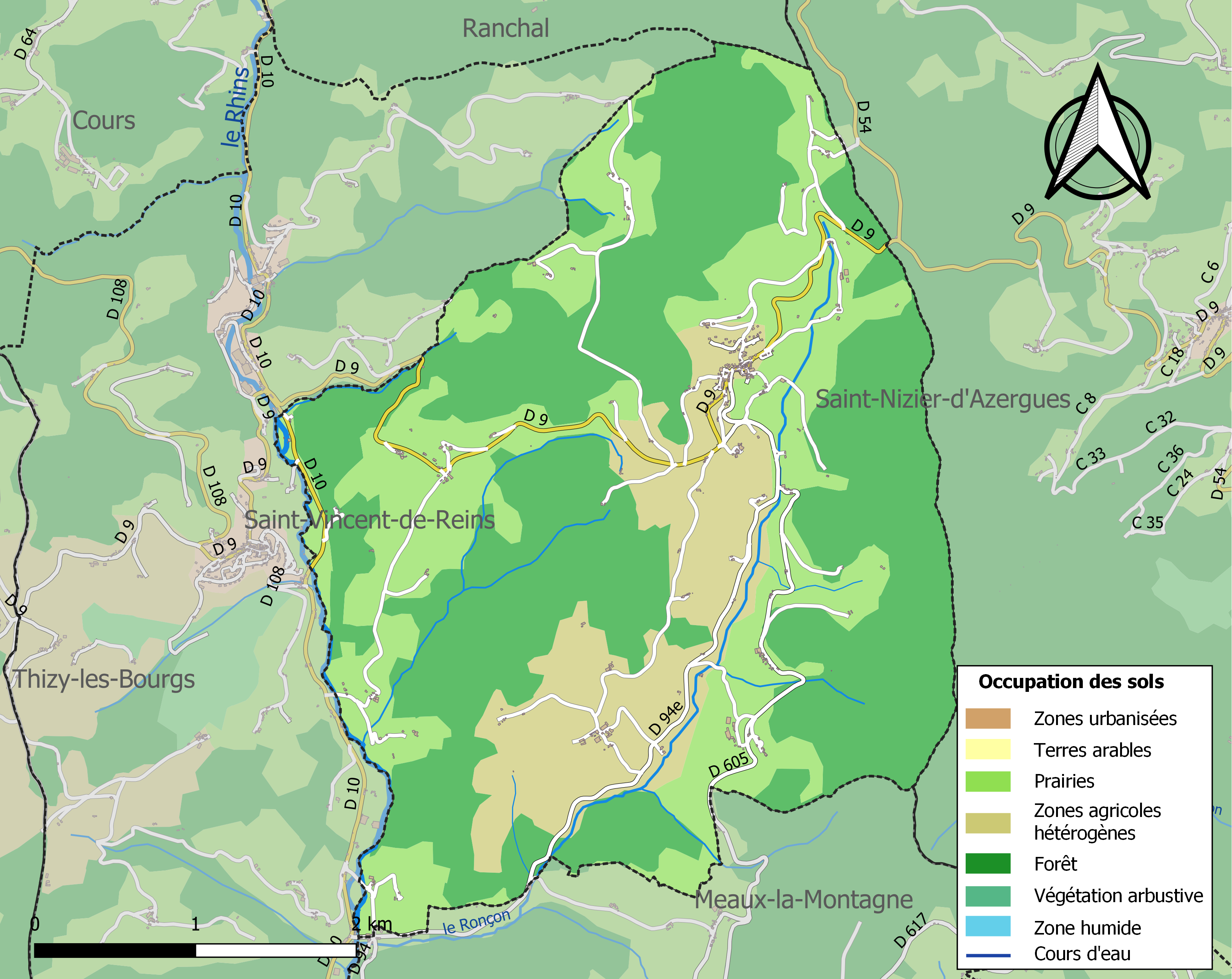
Carte des infrastructures et de l'occupation des sols de la commune en 2018 (CLC).

## Politique et administration
| Période                                  | Période  | Identité          | Étiquette | Qualité |
| ---------------------------------------- | -------- | ----------------- | --------- | ------- |
| 2008                                     | En cours | Pascal Touchard   |           |         |
| 1998                                     | 2008     | Gabriel Couturier |           |         |
| Les données manquantes sont à compléter. |          |                   |           |         |

## Démographie
L'évolution du nombre d'habitants est connue à travers les recensements de la population effectués dans la commune depuis 1793. Pour les communes de moins de 10 000 habitants, une enquête de recensement portant sur toute la population est réalisée tous les cinq ans, les populations de référence des années intermédiaires étant quant à elles estimées par interpolation ou extrapolation. Pour la commune, le premier recensement exhaustif entrant dans le cadre du nouveau dispositif a été réalisé en 2008.

En 2022, la commune comptait 311 habitants, en évolution de +0,32 % par rapport à 2016 (Rhône : +3,93 %, France hors Mayotte : +2,11 %).
| 1793  | 1800 | 1806  | 1821  | 1831  | 1836  | 1841  | 1846  | 1851  |
| ----- | ---- | ----- | ----- | ----- | ----- | ----- | ----- | ----- |
| 1 220 | 932  | 1 151 | 1 020 | 1 498 | 1 848 | 1 690 | 1 727 | 1 681 |

| 1856  | 1861  | 1866  | 1872  | 1876  | 1881  | 1886  | 1891  | 1896 |
| ----- | ----- | ----- | ----- | ----- | ----- | ----- | ----- | ---- |
| 1 590 | 1 587 | 1 593 | 1 589 | 1 520 | 1 327 | 1 163 | 1 094 | 992  |

| 1901 | 1906 | 1911 | 1921 | 1926 | 1931 | 1936 | 1946 | 1954 |
| ---- | ---- | ---- | ---- | ---- | ---- | ---- | ---- | ---- |
| 980  | 996  | 887  | 715  | 707  | 616  | 554  | 484  | 475  |

| 1962 | 1968 | 1975 | 1982 | 1990 | 1999 | 2006 | 2008 | 2013 |
| ---- | ---- | ---- | ---- | ---- | ---- | ---- | ---- | ---- |
| 389  | 364  | 281  | 268  | 265  | 273  | 302  | 310  | 301  |

| 2018 | 2022 | - | - | - | - | - | - | - |
| ---- | ---- | - | - | - | - | - | - | - |
| 317  | 311  | - | - | - | - | - | - | - |

Les habitants de Saint-Bonnet-le-Troncy s'appellent les Saint-Bonnines et les Saint-Bonnins ou les Saint-Bonnardes et les Saint-Bonnards. Aucune source officielle ne donne le nom exact des habitants de la commune.

## Culture et patrimoine

### Lieux et monuments

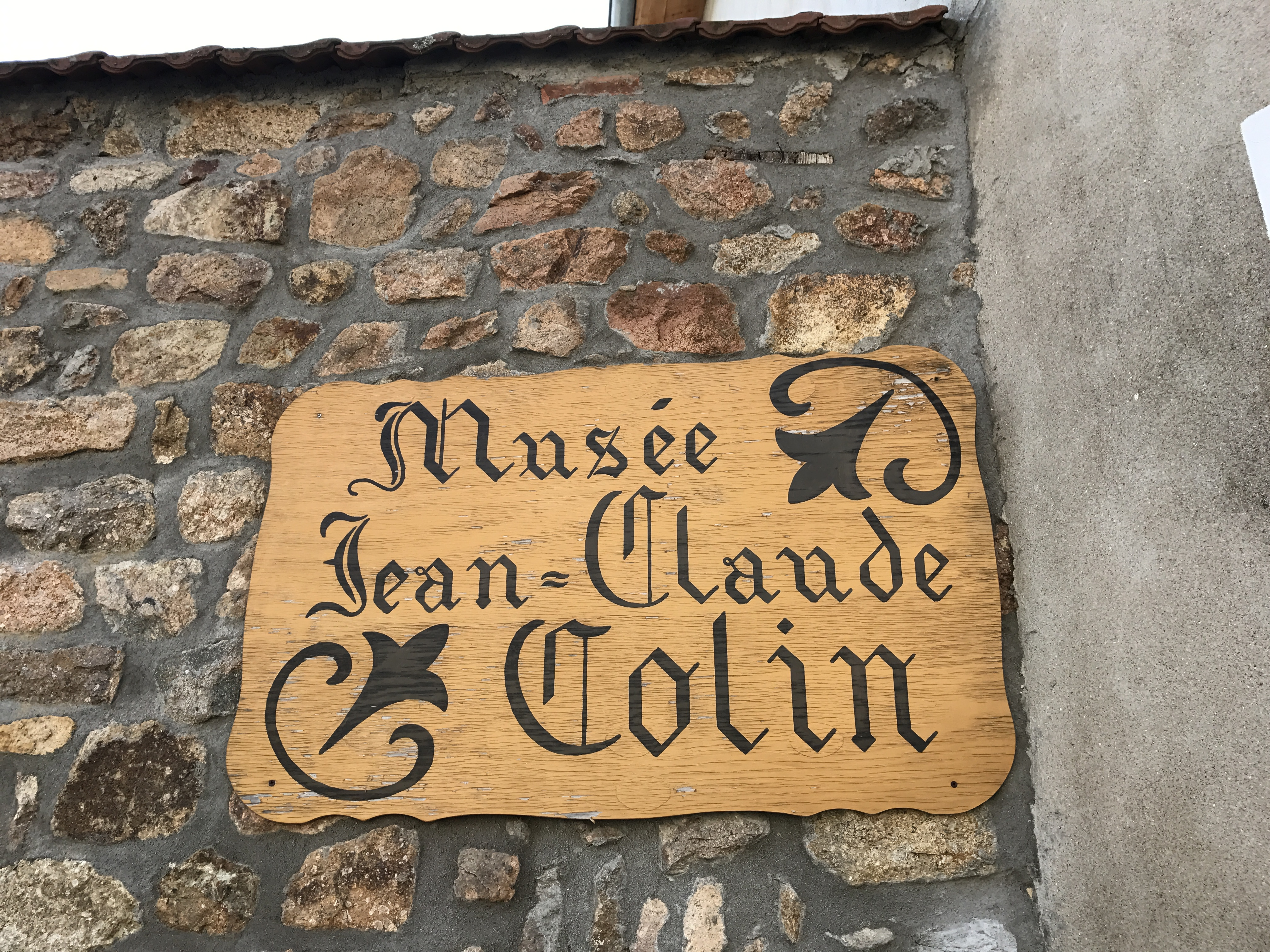
Plaque du musée.

- Musée Jean-Claude Colin : sur l'ordre des Maristes à travers le monde mais aussi des expositions sur le thème de la vie d'autrefois dans le pays et également des expositions temporaires de peinture, photographie, etc.
- Église Saint-Bonnet.

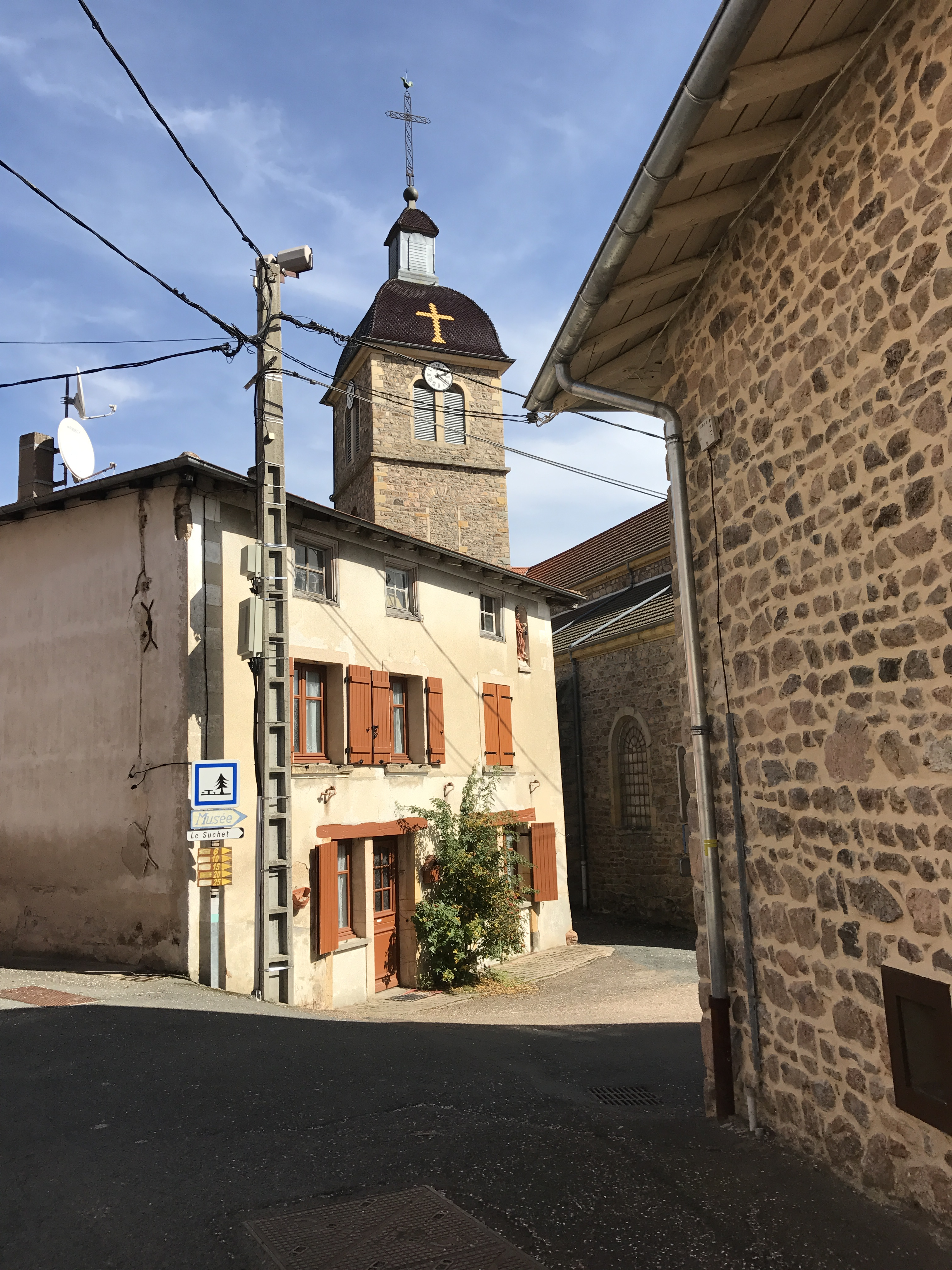
Vue du village et clocher de l'église.
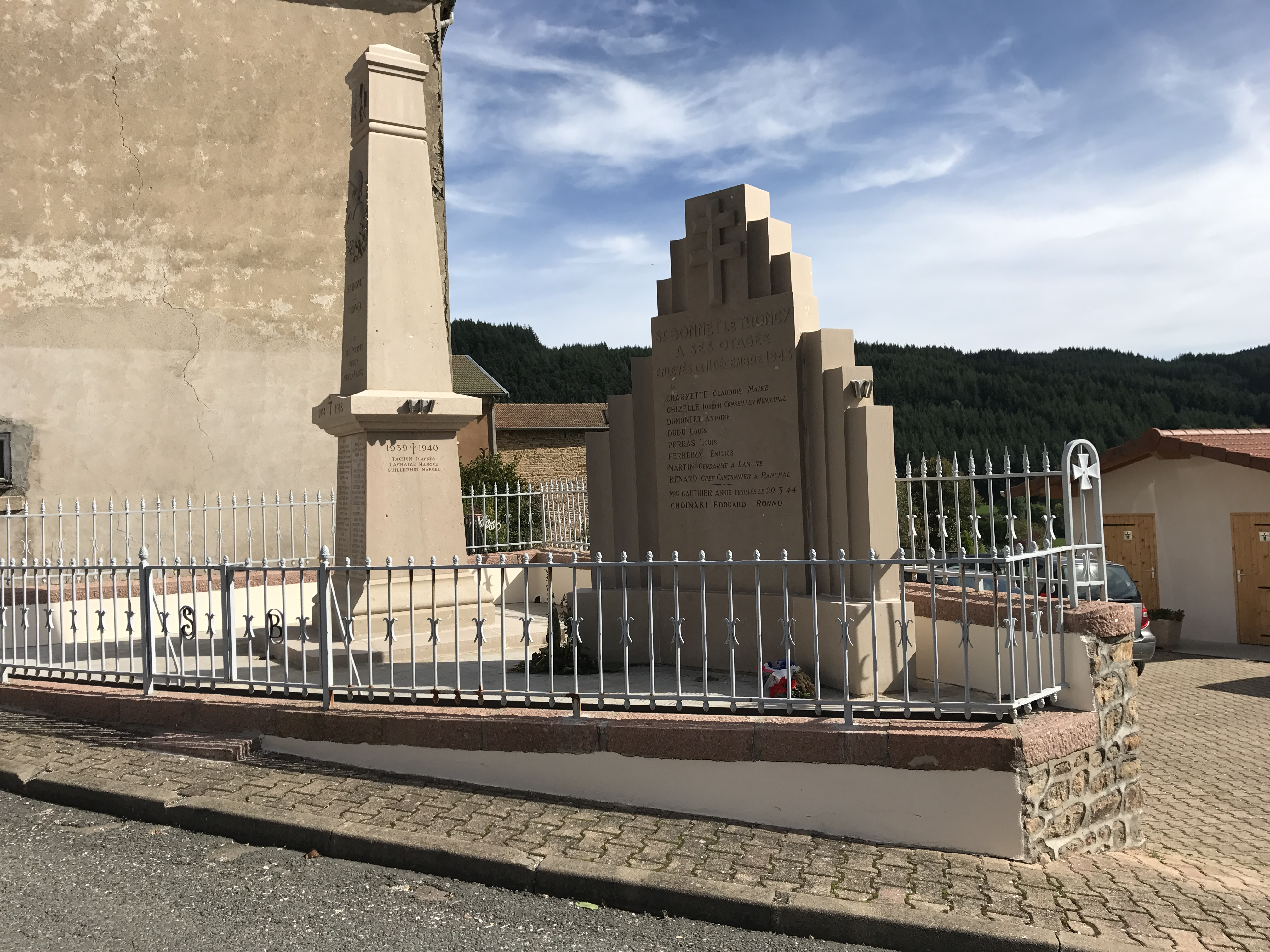
Monuments aux morts et de la résistance.
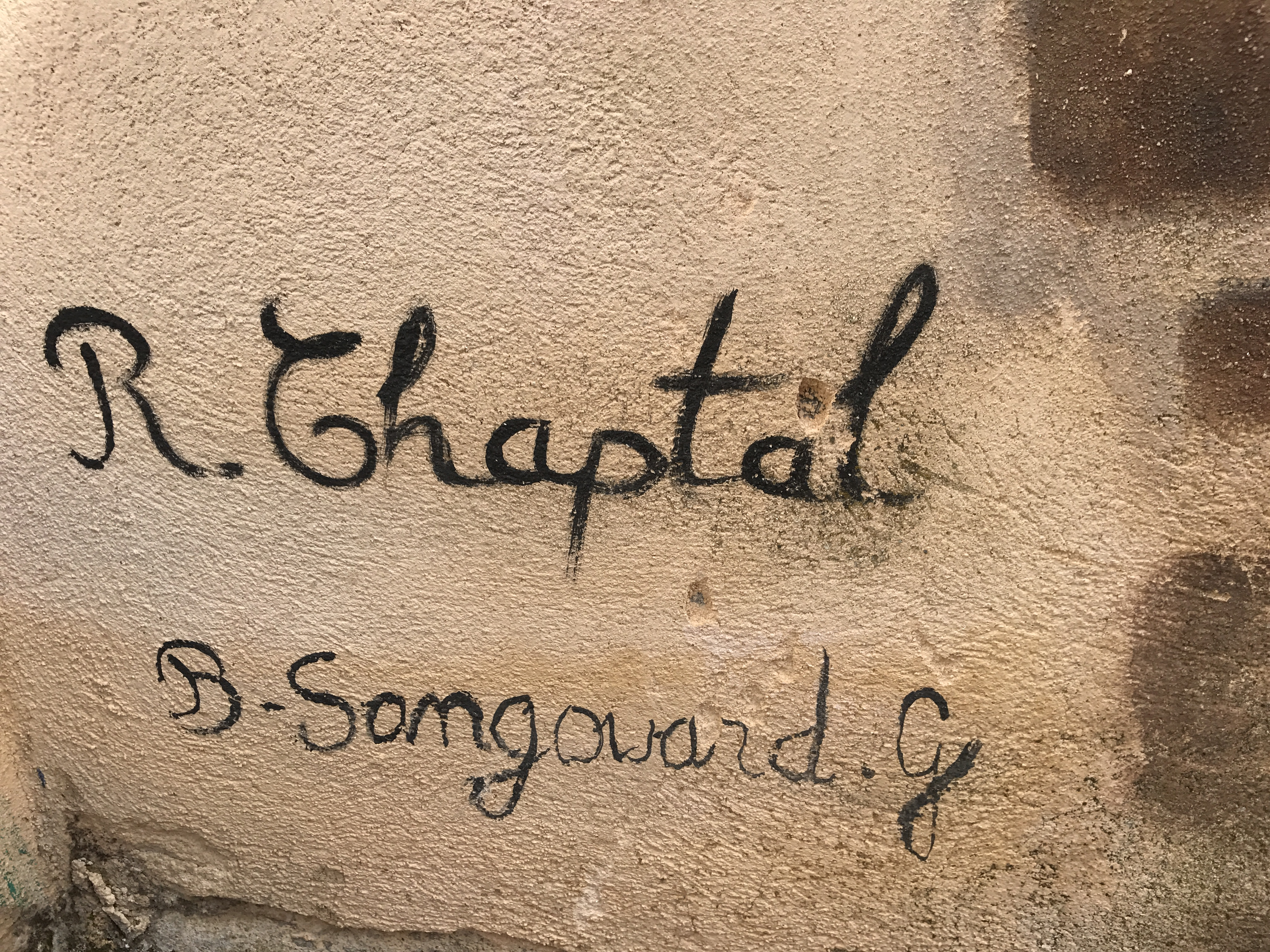
Signatures de la fresque.

### Personnalités liées à la commune
- Jean-Claude Colin, fondateur de l'ordre des Pères Maristes, est né à Saint-Bonnet-le-Troncy, le 7 août 1790.